# Греъм Сунес
Греъм Сунес (на английски: Graeme Souness) е бивш шотландски професионален футболист и треньор, роден през 1953 година.
Името му става световноизвестно като член на славния отбор на ФК Ливърпул от края на 1970-те и началото на 1980-те години, с когото три пъти печели купата на европейските шампиони - днешна шампионска лига на УЕФА. В дългата си кариера на играч той защитава цветовете и на отборите на ФК Тотнъм, ФК Мидълзбро и ФК Сампдория. След оттеглянето си като играч, Сунес продължава изявите си на треньорското поприще с отборите на Глазгоу Рейнджърс, ФК Ливърпул, ФК Бенфика, Галатасарай, Блекбърн Роувърс и ФК Нюкасъл.
В допитване сред 110 000 привърженици на Ливърпул, наречено „100 Players Who Shook The Kop“, Греъм Сунес е класиран на 9-о място сред най-забележителните футболисти в историята на клуба. Той е включен и в списъка „100 легендарни играча на английската футболна лига“, съставен през 1998 година от футболните журналисти на острова по случай стотната годишнина на лигата. През 2007 година, името му е записано в „Английската футболна зала на славата“.
През последните години Греъм Сунес работи като сътрудник за медийните компании RTE, ESPN, Sky Sports и Al Jazeera Sports.

## Личен живот
Роден е като Греъм Джеймс Сунес на 6 май 1953 година в шотландската столица Единбург, където израства в жилищния район Брумхаус. Той е най-малкият от трите деца в семейството - всичките момчета. Започва да играе футбол в ранните си юношески години за местния момчешки отбор – North Merchiston.
От 1994 година, Сунес е женен за втората си съпруга Карън от която има син Джеймс. От първия си брак, той има три деца – Шантел, Фрейзър и Джордан.

## Футболна кариера

### Футболист
Същинската си футболна кариера, Сунес започва като чирак в клуба на ФК Тотнъм Хотспър, под ръководството на Бил Никълсън, където през 1968 година, 15-годишен подписва първия си професионален договор. През първите години, младият Греъм е постоянно разочарован от липсата на възможност за изява в първия отбор, където е включен само веднъж като резерва за мач от европейските клубни турнири. През лятото на 1972 година, Сунес е преотстъпен на канадския отбор Монреал Олимпик, където се представя доста успешно, изигравайки 10 от 14-те мача на отбора през летния сезон в северноамериканската футболна лига. Малко след завръщането си в Англия, той е продаден от Тотнъм на ФК Мидълзбро за сумата от ₤30 000 паунда. Дебютът за новия си отбор прави на 6 януари 1973 година при загубата от ФК Фулъм с 2-1 на Крейвън Котидж. Първия си гол отбелязва на 11 декември 1973 година при победата с 3-0 над Престън Норт Енд на Ейърсъм Парк.
През годините прекарани в Мидълзбро, започва да се откроява характерния му неотстъпчив, борбен стил за което е акламиран все повече, докато накрая през 1978 година, е привлечен в редиците на гиганта ФК Ливърпул, като размяна за ветерана Йън Калахан. Тук Сунес изживява славни времена във футболната си кариера, имайки шанса да бъде в състава на едно от най-успешните поколения в историята на Ливърпул и въобще в световната футболна история. За седемте сезона в клуба, той става капитан на отбора, изиграва 358 мача, отбелязва 56 гола, печели пет шампионски титли на Англия, четири купи на лигата и три пъти купата на европейските шампиони.
След този период, през 1984 година, Сунес преминава в състава на италианския клуб ФК Сампдория, където изиграва два сезона, спечелвайки първата за клуба купа на Италия. През 1986 година, той поема позицията на играещ треньор за отбора на Глазгоу Рейнджърс, където изиграва 50 мача с три отбелязани гола, преди да приключи кариерата си като играч, през 1991 година на 38-годишна възраст.
По време на кариерата си като футболист, Греъм Сунес записва 54 мача за националния отбор на Шотландия с 4 отбелязани попадения, участвайки с отбора на три световни първенства - Аржентина 1978, Испания 1982 и Мексико 1986.